# ديريك هودج (ملحن)
ديريك هودج (بالإنجليزية: Derrick Hodge)‏ هو ملحن أمريكي، ولد في 5 يوليو 1979 في فيلادلفيا في الولايات المتحدة.

## وصلات خارجية
- الموقع الرسمي
- ديريك هودج على موقع IMDb (الإنجليزية)
- ديريك هودج على موقع ميوزك برينز (الإنجليزية)
- ديريك هودج على موقع أول ميوزيك (الإنجليزية)
- ديريك هودج على موقع ديسكوغز (الإنجليزية)
- ديريك هودج على موقع قاعدة بيانات الفيلم (الإنجليزية)